# Faccetta nera
Faccetta nera è una canzone scritta da Renato Micheli e la musica composta da Mario Ruccione nell'aprile del 1935.
Essa è stata composta in occasione della grande diffusione di notizie da parte della propaganda fascista relative all'Etiopia e, in particolare, della schiavitù su parte della popolazione abissina. Tali notizie servirono in parte a giustificare la conquista dell'Etiopia.

## Le sue origini e la sua storia
Nell'ottica della propaganda voluta dal fascismo per promuovere il consenso popolare sulle campagne coloniali italiane, numerose furono le canzoni composte per offrire anche sul piano musicale un’azione di supporto all’iniziativa militare italiana, soprattutto quella nell'Africa orientale, propaganda finalizzata a creare il sostegno anche popolare al "sogno imperiale" del regime. Il risultato come in questa canzone, fu che il fascismo riuscì a far passare motivetti e marcette piene di retorica e propaganda come allegre canzonette disincantate che nascondevano la brutalità dell'occupazione che in quelle zone fu attuata anche con uso di armi chimiche e condotte contrarie alla convenzione di Ginevra.
La canzone Faccetta nera celebra la colonizzazione e la cessazione dello sfruttamento del popolo abissino.
Nel 1935, mentre lo Stato maggiore dell'Esercito italiano prepara le operazioni militari in Abissinia, l'odierna Etiopia, incominciano a essere pubblicate notizie, in chiave propagandistica, relative allo sfruttamento della schiavitù a cui era sottoposta la popolazione abissina, ed è appunto la liberazione dalla schiavitù il tema che la propaganda italiana vuole attribuire all'occupazione dell'Etiopia.
Il poeta romano Renato Micheli, in seguito alla lettura di tali notizie, scrive una composizione in romanesco con l'intenzione di presentarla al Festival della canzone romana del 1935. Intento della canzone era quello di decantare il colonialismo italiano nell'Africa orientale, esaltando la missione "civilizzatrice" di Roma attraverso il riferimento alla pratica del madamato, relazione more uxorio tra un cittadino italiano e una donna abissina.
Al Festival non se ne fa nulla, ma poco tempo dopo la canzone viene musicata dal maestro Mario Ruccione e conosce l'onore della ribalta al teatro Capranica, grazie all'interpretazione di Carlo Buti. Al cinema-teatro Quattro Fontane di Roma, Faccetta nera viene cantata dalla compagnia della Fougez. In scena compare in catene una giovane di colore, poi arriva la Fougez nelle vesti dell'Italia che la libera e le fa indossare una camicia nera.
La canzone viene inserita in molte riviste dell'epoca diventando popolarissima sin dai primi giorni dell'invasione, specie tra le truppe in partenza per l'invasione dell'Etiopia. In ogni caso, questa versione avrebbe già subito dei ritocchi rispetto a quella originale, che conteneva il verso «vendicheremo noi sullo straniero / i morti d'Adua e liberamo a te», non gradita al regime fascista in quanto riportava all'attenzione la disfatta italiana di Adua del 1896. I versi vennero cambiati col più generico «vendicheremo noi Camicie Nere / l'eroi caduti e liberamo a te».
Pur essendo, insieme a Giovinezza, la canzone più nota del ventennio fascista, è da sottolineare come al Regime questo brano non piacque: Benito Mussolini odiava Faccetta nera e tentò di farla bandire perché essa sembrava favorire il meticciato e inneggiare all'unione tra razze, cosa non concepibile nella sua "Italia imperiale" che presto avrebbe varato le leggi razziali. Tuttavia il motivetto era divenuto troppo popolare e così il dittatore dovette accontentarsi di censurarne qualche verso: venne espunta una strofa che definiva faccetta nera «sorella a noi» e «bella italiana».
Successivamente, il comico e attore romano Gustavo Cacini vinse una causa per plagio musicale nei confronti di Mario Ruccione, poiché il ritornello «Faccetta nera, bell'abissina…» era persin troppo ispirato dalla sua «La vita è comica presa sul serio, perciò prendiamola come la va…». Avrà anche moltissime altre edizioni stampate e parecchi saranno gli editori e i compositori che se ne attribuiranno la paternità. Tra i tanti si ricordano Gustavo Cacini, ai quali la SIAE riconosce una percentuale sui diritti d'autore, e Giulio Razzi, maestro dei programmi radiofonici Rai ancora nel 1961. Altri autori scriveranno canzoni dal titolo di Faccetta bianca per bilanciare il successo di Faccetta nera, ma senza riuscirvi; una di esse, musicata da Nicola Macedonio ed Eugenio Grio, descriveva una ragazza che saluta sul molo il fidanzato legionario in partenza per l'Africa.

## Nella cultura di massa
- Enrico Mariotti[9] nel 1938 a Firenze nel suo elegante caffè invento in occasione della visita in città di Mussolini il cocktail "Il Faccetta Nera" composto da 1/3 Fernet Branca, 1/3 China Martini, 1/3 Ramazzotti con scorza di limone.[10]

- Il brano viene eseguito diverse volte nel film I due nemici (1961) diretto da Guy Hamilton[11][12] e in una scena del film Mean Streets - Domenica in chiesa, lunedì all'inferno (1973) diretto da Martin Scorsese.

- La canzone appare anche nel film spagnolo ¡Ay, Carmela! (1990), diretto da Carlos Saura.

- Nel film Tolo Tolo (2020), diretto e interpretato da Checco Zalone, alcune strofe della canzone vengono riprodotte durante gli "attacchi di fascismo" del protagonista.